# Lars Elstrup
Lars Dahl Elstrup (Råby, 24 maart 1963) is een voormalig Deens voetballer. Hij stond in Nederland onder contract bij Feyenoord. Met het Deens voetbalelftal werd hij in 1992 Europees kampioen. De meeste wedstrijden speelde hij bij Odense BK.
Elstrup brak door bij de Deense club Randers FC, waar hij in 1981 zijn debuut maakte. Vijf jaar later vertrok hij naar Brøndby IF. Hij speelde slechts zeven wedstrijden (twee goals) voor de club uit de hoofdstad Kopenhagen. Feyenoord, op dat moment onder leiding van trainer-coach Rinus Israël, haalde de aanvaller in datzelfde jaar naar Rotterdam als opvolger van zijn landgenoot John Eriksen. De verwachtingen waren hooggespannen, maar Elstrups periode in Rotterdam werd geen succes, zo bleek nadat hij zijn debuut voor de Rotterdammers had gemaakt op 17 augustus 1986 in de competitiewedstrijd tegen PEC Zwolle '82. Ook hij kon de legendarische Zweedse aanvaller Ove Kindvall niet doen vergeten en scoorde 'slechts' negen keer in 65 competitiewedstrijden voor de club uit Rotterdam-Zuid.
Teleurgesteld keerde hij in 1988 terug naar zijn geboorteland. Na één doelpuntrijk jaar bij Odense BK tekende hij een contract bij het Engelse Luton Town FC. De club die destijds uitkwam in de First Division kocht de aanvaller voor 850.000 pond, toentertijd een recordaankoop voor The Hatters.
Bondscoach Richard Møller Nielsen selecteerde hem voor het EK voetbal 1992 in Zweden. De Denen hadden zich niet gekwalificeerd, maar door de Joegoslavische burgeroorlog werden de Joegoslaven uitgesloten van deelname. De UEFA wees Denemarken aan als vervanger. In de groepsfase maakte Elstrup een cruciale goal. Hij schoot zijn vaderland in de laatste wedstrijd voorbij Frankrijk, waardoor de Denen als tweede eindigden in de poule en zich kwalificeerden voor de halve eindstrijd. Daarin werd Nederland na strafschoppen verslagen, waarna de Denen tot veler verrassing de titel opeisten ten koste van Duitsland. Elstrup speelde toen alweer in eigen land, nadat hij in 1991 was teruggekeerd bij Odense BK.

## Privéleven
In 1993 zette Elstrup plotseling een punt achter zijn carrière. Behalve het voetbal verliet hij ook zijn vrienden en familie. Hij sloot zich aan bij een mysterieuze sekte. Later bleek dat de lasten van het profvoetbal hem te zwaar waren. De voortdurende druk om te moeten presteren maakten het dat hij gebukt ging onder zware depressies. Elstrup deed meerdere zelfmoordpogingen.
Op 26 augustus 2016 liep hij naakt over het veld, tijdens de competitiewedstrijd tussen Randers FC, een van zijn ex-clubs, en Silkeborg IF.